# Házená na Letních olympijských hrách 2000

## Turnaj mužů
| Zlato   | Rusko (RUS)     |
| Stříbro | Švédsko (SWE)   |
| Bronz   | Španělsko (ESP) |

Turnaj se odehrál v rámci XXVII. olympijské hry ve dnech 16. - 30. září 2000 v Sydney.
Turnaje se zúčastnilo 12 mužstev, rozdělených do dvou šestičlenných skupin, z nichž první čtyři postoupily do play off, kde se hrálo o medaile. Týmy, které skončily ve skupině na pátém a šestém místě, hrály o umístění. Olympijským vítězem se stalo mužstvo Ruska.

### Skupina A
|    |             | RUS   | GER   | YUG   | EGY   | KOR   | CUB   | V | R | P | Skóre   | B  |
| 1. | Rusko       | ***   | 23:25 | 27:25 | 22:21 | 26:24 | 31:26 | 4 | 0 | 1 | 129:121 | 10 |
| 2. | Německo     | 25:23 | ***   | 28:22 | 21:22 | 24:24 | 30:22 | 3 | 1 | 1 | 128:113 | 7  |
| 3. | Jugoslávie  | 25:27 | 22:28 | ***   | 25:22 | 25:24 | 25:24 | 3 | 0 | 2 | 130:127 | 6  |
| 4. | Egypt       | 21:22 | 22:21 | 22:25 | ***   | 28:21 | 29:26 | 3 | 0 | 2 | 122:115 | 6  |
| 5. | Jižní Korea | 24:26 | 24:24 | 24:25 | 21:28 | ***   | 35:28 | 1 | 1 | 3 | 128:131 | 3  |
| 6. | Kuba        | 26:31 | 22:30 | 26:33 | 26:29 | 28:35 | ***   | 0 | 0 | 5 | 128:158 | 0  |

 Německo -  Kuba 30:22 (15:11)
16. září 2000 (9:30) – Sydney
 Jugoslávie -  Jižní Korea 25:24 (12:10)
16. září 2000 (14:30) – Sydney
 Rusko -  Egypt 22:21 (15:7)
16. září 2000 (19:30) – Sydney
 Jižní Korea -  Německo 24:24 (13:11)
18. září 2000 (9:30) – Sydney
 Egypt -  Jugoslávie 22:25 (14:11)
18. září 2000 (14:30) – Sydney
 Kuba -  Rusko 26:31 (14:15)
18. září 2000 (19:30) – Sydney
 Rusko -  Jižní Korea 26:24 (9:11)
20. září 2000 (11:30) – Sydney
 Egypt -  Kuba 29:26 (12:11)
20. září 2000 (14:30) – Sydney
 Jugoslávie -  Německo 22:28 (11:13)
20. září 2000 (21:30) – Sydney
 Jižní Korea -  Egypt 21:28 (8:15)
22. září 2000 (9:30) – Sydney
 Jugoslávie -  Kuba 33:26 (16:10)
22. září 2000 (11:30) – Sydney
 Německo -  Rusko 25:23 (11:15)
22. září 2000 (19:30) – Sydney
 Kuba -  Jižní Korea 28:35 (13:15)
24. září 2000 (11:30) – Sydney
 Německo -  Egypt 21:22 (8:11)
24. září 2000 (16:30) – Sydney
 Rusko -  Jugoslávie 27:25 (14:12)
24. září 2000 (21:30) – Sydney

### Skupina B
|    |           | SWE   | FRA   | ESP   | SLO   | TUN   | AUS   | V | R | P | Skóre   | B  |
| 1. | Švédsko   | ***   | 24:23 | 28:27 | 32:30 | 27:18 | 44:23 | 5 | 0 | 0 | 155:121 | 10 |
| 2. | Francie   | 23:24 | ***   | 25:23 | 24:24 | 20:17 | 28:16 | 3 | 1 | 1 | 120:104 | 7  |
| 3. | Španělsko | 27:28 | 23:25 | ***   | 31:28 | 24:22 | 39:23 | 3 | 0 | 2 | 144:126 | 6  |
| 4. | Slovinsko | 30:32 | 24:24 | 28:31 | ***   | 22:20 | 33:20 | 2 | 1 | 2 | 137:127 | 5  |
| 5. | Tunisko   | 18:27 | 17:20 | 22:24 | 20:22 | ***   | 34:24 | 1 | 0 | 4 | 111:117 | 2  |
| 6. | Austrálie | 23:44 | 16:28 | 23:39 | 20:33 | 24:34 | ***   | 0 | 0 | 5 | 106:178 | 0  |

 Francie -  Slovinsko 24:24 (9:11)
16. září 2000 (11:30) – Sydney
 Španělsko -  Tunisko 24:22 (12:10)
16. září 2000 (16:30) – Sydney
 Švédsko -  Austrálie 44:23 (23:12)
16. září 2000 (21:30) – Sydney
 Tunisko -  Francie 17:20 (11:11)
18. září 2000 (11:30) – Sydney
 Austrálie -  Španělsko 23:39 (7:17)
18. září 2000 (16:30) – Sydney
 Slovinsko -  Švédsko 30:32 (6:17)
18. září 2000 (19:30) – Sydney
 Švédsko -  Tunisko 27:18 (13:11)
20. září 2000 (9:30) – Sydney
 Austrálie -  Slovinsko 20:33 (9:14)
20. září 2000 (16:30) – Sydney
 Španělsko -  Francie 23:25 (11:11)
20. září 2000 (19:30) – Sydney
 Tunisko -  Austrálie 34:24 (15:11)
22. září 2000 (14:30) – Sydney
 Španělsko -  Slovinsko 31:28 (17:13)
22. září 2000 (16:30) – Sydney
 Francie -  Švédsko 23:24 (9:11)
22. září 2000 (21:30) – Sydney
 Slovinsko -  Tunisko 22:20 (9:12)
24. září 2000 (9:30) – Sydney
 Francie -  Austrálie 28:16 (13:7)
24. září 2000 (14:30) – Sydney
 Švédsko -  Španělsko 28:27 (11:9)
24. září 2000 (19:30) – Sydney

### Čtvrtfinále
Rusko -  Slovinsko 33:22 (14:9)
26. září 2000 (14:30) - Sydney
 Španělsko -  Německo 27:26 (11:13)
26. září 2000 (16:30) - Sydney
 Jugoslávie -  Francie 26:21 (11:10)
26. září 2000 (19:30) - Sydney
 Švédsko -  Egypt 27:23 (14:12)
26. září 2000 (21:30) - Sydney

### Semifinále
Rusko -  Jugoslávie 29:26 (14:15)
29. září 2000 (14:30) - Sydney
 Španělsko -  Švédsko 25:32 (10:15)
29. září 2000 (16:30) - Sydney

### Finále
Rusko -  Švédsko 28:26 (13:14)
30. září 2000 (21:30) - Sydney

### O 3. místo
Jugoslávie -  Španělsko 22:26 (9:12)
30. září 2000 (19:30) - Sydney

### O 5. - 8. místo
Slovinsko -  Francie 27:29 (9:17)
29. září 2000 (9:30) - Sydney
 Německo -  Egypt 24:18 (10:9)
29. září 2000 (11:30) - Sydney

### O 5. místo
Francie -  Německo 22:25 (11:11)
30. září 2000 (16:30) - Sydney

### O 7. místo
Slovinsko -  Egypt 28:34 (12:18)
30. září 2000 (14:30) - Sydney

### O 9. místo
Jižní Korea -  Tunisko 24:19 (13:7)
26. září 2000 (11:30) - Sydney

### O 11. místo
Kuba -  Austrálie 26:24 (14:15)
26. září 2000 (9:30) - Sydney

### Soupisky
1.  Rusko
| - Dmitry Filippov - Vyacheslav Gorpishin - Oleg Khodkov - Eduard Koksharov - Denis Krivoshlykov | - Vasily Kudinov - Stanislav Kulinchenko - Dmitry Kuzelev - Andrej Lavrov - Igor Lavrov | - Sergey Pogorelov - Pavel Sukosyan - Dmitri Torgovanov - Aleksandr Tuchkin - Lev Voronin |

2.  Švédsko
| - Magnus Andersson - Martin Boquist - Martin Frändesjö - Mathias Franzén - Peter Gentzel | - Andreas Larsson - Ola Lindgren - Stefan Lövgren - Staffan Olsson - Johan Petersson | - Tomas Svensson - Tomas Sivertsson - Pierre Thorsson - Ljubomir Vranjes - Magnus Wislander |

3.  Španělsko
| - David Barrufet - Talant Dujšebajev - Mateo Garralda - Rafael Guijosa - Demetrio Lozano | - Enric Masip - Jordi Núñez - Jesús Olalla - Juan Pérez - Xavier O'Callaghan | - Antonio Carlos Ortega - Antonio Ugalde - Iñaki Urdangarin - Alberto Urdiales - Andrei Xepkin |

### Konečné pořadí
| XXVII. | Olympijské hry | Z | V | R | P | Skóre   | B  |
| ------ | -------------- | - | - | - | - | ------- | -- |
| 1.     | Rusko          | 8 | 7 | 0 | 1 | 219:195 | 14 |
| 2.     | Švédsko        | 8 | 7 | 0 | 1 | 240:197 | 14 |
| 3.     | Španělsko      | 8 | 5 | 0 | 3 | 222:206 | 10 |
| 4.     | Jugoslávie     | 8 | 4 | 0 | 4 | 204:203 | 8  |
| 5.     | Německo        | 8 | 5 | 1 | 2 | 203:180 | 11 |
| 6.     | Francie        | 8 | 4 | 1 | 3 | 192:177 | 9  |
| 7.     | Egypt          | 8 | 4 | 0 | 4 | 197:194 | 8  |
| 8.     | Slovinsko      | 8 | 2 | 1 | 5 | 209:223 | 5  |
| 9.     | Jižní Korea    | 6 | 2 | 1 | 3 | 152:150 | 5  |
| 10.    | Tunisko        | 6 | 1 | 0 | 5 | 130:141 | 2  |
| 11.    | Kuba           | 6 | 1 | 0 | 5 | 154:182 | 2  |
| 12.    | Austrálie      | 6 | 0 | 0 | 6 | 130:204 | 0  |

## Turnaj žen
| Zlato   | Dánsko (DEN)   |
| Stříbro | Maďarsko (HUN) |
| Bronz   | Norsko (NOR)   |

Turnaj se odehrál v rámci XXVII. olympijské hry ve dnech 17. září - 1. října 2000 v Sydney.
Turnaje se zúčastnilo 10 družstev, rozdělených do dvou pětičlenných skupin, z nichž první čtyři postoupily do play off, kde se hrálo o medaile. Týmy, které skončily ve skupině na pátém místě, hrály o umístění. Olympijským vítězem se stalo družstvo Dánska.

### Skupina A
|    |             | KOR   | HUN   | FRA   | RUM   | ANG   | V | R | P | Skóre   | B |
| 1. | Jižní Korea | ***   | 41:33 | 25:18 | 34:25 | 31:24 | 4 | 0 | 0 | 131:100 | 8 |
| 2. | Maďarsko    | 33:41 | ***   | 23:22 | 21:21 | 42:22 | 2 | 1 | 1 | 119:106 | 5 |
| 3. | Francie     | 18:25 | 22:23 | ***   | 21:18 | 29:27 | 2 | 0 | 2 | 91:93   | 4 |
| 4. | Rumunsko    | 25:34 | 21:21 | 18:21 | ***   | 35:25 | 1 | 1 | 2 | 99:101  | 2 |
| 5. | Angola      | 24:31 | 22:42 | 27:29 | 25:35 | ***   | 0 | 0 | 4 | 98:140  | 0 |

 Maďarsko -  Angola 42:22 (18:13)
17. září 2000 (14:30) - Sydney
 Jižní Korea -  Francie 25:18 (15:3)
17. září 2000 (21:30) - Sydney
 Maďarsko -  Francie 23:22 (12:14)
19. září 2000 (16:30) - Sydney
 Jižní Korea -  Rumunsko 34:25 (16:9)
19. září 2000 (19:30) - Sydney
 Rumunsko -  Angola 35:25 (16:11)
21. září 2000 (16:30) - Sydney
 Jižní Korea -  Maďarsko 41:33 (16:19)
21. září 2000 (21:30) - Sydney
 Francie -  Angola 29:27 (16:11)
23. září 2000 (14:30) - Sydney
 Maďarsko -  Rumunsko 21:21 (10:12)
23. září 2000 (21:30) - Sydney
 Jižní Korea -  Angola 31:24 (14:16)
25. září 2000 (16:30) - Sydney
 Francie -  Rumunsko 21:18 (11:10)
25. září 2000 (21:30) - Sydney

### Skupina B
|    |           | NOR   | DEN   | AUT   | BRA   | AUS   | V | R | P | Skóre   | B |
| 1. | Norsko    | ***   | 19:17 | 24:21 | 30:16 | 28:18 | 4 | 0 | 0 | 101:72  | 8 |
| 2. | Dánsko    | 17:19 | ***   | 30:26 | 39:26 | 38:12 | 3 | 0 | 1 | 124:83  | 6 |
| 3. | Rakousko  | 21:24 | 26:30 | ***   | 45:26 | 39:10 | 2 | 0 | 2 | 130:110 | 4 |
| 4. | Brazílie  | 16:30 | 26:39 | 26:45 | ***   | 32:19 | 1 | 0 | 3 | 100:133 | 2 |
| 5. | Austrálie | 18:28 | 12:38 | 10:39 | 19:32 | ***   | 0 | 0 | 4 | 59:137  | 0 |

 Norsko -  Dánsko 19:17 (10:7)
17. září 2000 (16:30) - Sydney
 Brazílie -  Austrálie 32:19 (15:7)
17. září 2000 (19:30) - Sydney
 Norsko -  Austrálie 28:18 (12:11)
19. září 2000 (14:30) - Sydney
 Dánsko -  Rakousko 30:26 (16:13)
19. září 2000 (21:30) - Sydney
 Rakousko -  Brazílie 45:26 (21:14)
21. září 2000 (14:30) - Sydney
 Dánsko -  Rakousko 38:12 (18:6)
21. září 2000 (19:30) - Sydney
 Norsko -  Brazílie 30:16 (18:7)
23. září 2000 (16:30) - Sydney
 Rakousko -  Austrálie 39:10 (17:6)
23. září 2000 (19:30) - Sydney
 Dánsko -  Brazílie 39:26 (19:12)
25. září 2000 (14:30) - Sydney
 Norsko -  Rakousko 24:21 (12:7)
25. září 2000 (19:30) - Sydney

### Čtvrtfinále
Dánsko -  Francie 28:26pp (13:8, 24:24)
28. září 2000 (19:30) - Sydney
 Maďarsko -  Rakousko 28:27pp (14:12, 25:25)
28. září 2000 (16:30) - Sydney
 Norsko -  Rumunsko 28:16 (12:8)
28. září 2000 (21:30) - Sydney
 Jižní Korea -  Brazílie 35:24 (19:12)
28. září 2000 (14:30) – Sydney

### Semifinále
Dánsko -  Jižní Korea 31:29 (20:11)
29. září 2000 (19:30) - Sydney
 Maďarsko -  Norsko 28:23 (16:10)
29. září 2000 (21:30) - Sydney

### Finále
Dánsko -  Maďarsko 31:27 (14:16)
1. října 2000 (16:30) - Sydney

### O 3. místo
Norsko -  Jižní Korea 22:21 (12:13)
1. října 2000 (14:30) - Sydney

### O 5. - 8. místo
Rakousko -  Rumunsko 29:23 (12:12)
30. září 2000 (11:30) - Sydney
 Francie -  Brazílie 32:23 (16:9)
30. září 2000 (9:30) - Sydney

### O 5. místo
Rakousko -  Francie 33:32pp (13:8, 25:25)
1. října 2000 (11:30) - Sydney

### O 7. místo
Rumunsko -  Brazílie 38:33pp (17:15, 32:32)
1. října 2000 (9:30) - Sydney

### O 9. místo
Angola -  Austrálie 26:18 (12:6)
28. září 2000 (12:30) - Sydney

### Soupisky
1.  Dánsko
| - Lene Rantala - Camilla Andersen - Tina Bøttzau - Janne Kolling - Tonje Kjærgaard | - Karen Brødsgaard - Katrine Fruelund - Maja Grønbæk - Christina Hansen - Anette Hoffman | - Lotte Kiærskou - Karin Mortensen - Anja Nielsen - Rikke Petersen - Mette Vestergaard |

2.  Maďarsko
| - Beatrix Balogh - Rita Deli - Ágnes Farkas - Andrea Farkas - Anikó Kántor | - Beatrix Kökény - Anita Kulcsárová - Dóra Lőwy - Anikó Nagy - Ildikó Pádár | - Katalin Pálinger - Krisztina Pigniczki - Bojana Radulovicsová - Judith Simics - Beáta Siti |

3.  Norsko
| - Kristine Duvholt - Trine Haltviková - Heidi Tjugum - Susann Goksør Bjerkrheim - Ann Cathrin Eriksen | - Kjersti Grini - Elisabeth Hilmo - Mia Hundvinová - Tonje Larsen - Cecilie Legangerová | - Jeanette Nilsen - Marianne Rokne - Brigitte Sættem - Monica Sandve - Else-Marthe Sørlie |

### Konečné pořadí
| XXVII. | Olympijské hry | Z | V | R | P | Skóre   | B  |
| ------ | -------------- | - | - | - | - | ------- | -- |
| 1.     | Dánsko         | 7 | 5 | 1 | 1 | 210:163 | 11 |
| 2.     | Maďarsko       | 7 | 4 | 1 | 2 | 202:187 | 9  |
| 3.     | Norsko         | 7 | 6 | 0 | 1 | 174:137 | 12 |
| 4.     | Jižní Korea    | 7 | 5 | 0 | 2 | 216:177 | 10 |
| 5.     | Rakousko       | 7 | 4 | 0 | 3 | 220:173 | 8  |
| 6.     | Francie        | 7 | 3 | 1 | 3 | 178:173 | 7  |
| 7.     | Rumunsko       | 7 | 2 | 1 | 4 | 176:191 | 5  |
| 8.     | Brazílie       | 7 | 1 | 0 | 6 | 180:238 | 2  |
| 9.     | Angola         | 5 | 1 | 0 | 4 | 124:155 | 2  |
| 10.    | Austrálie      | 5 | 0 | 0 | 5 | 77:163  | 0  |